# Curt Froboese
Curt Siegfried Waldemar Froboese (ur. 3 maja 1891 w Treptow, zm. 16 lipca 1994) – niemiecki lekarz patolog.
Studiował na Uniwersytecie Fryderyka Wilhelma w Berlinie, w 1915 roku zdał egzaminy lekarskie. Specjalizował się z patologii u Maxa Kocha, Ortha i von Hansemanna. Następnie uczył się anatomii u Keibla na Uniwersytecie Albertyna w Królewcu. Od 1921 roku na Uniwersytecie Ruprechta-Karola w Heidelbergu, w 1923 habilitował się. W 1928/29 roku został profesorem nadzwyczajnym. Później prosektor w Berlinie-Spandau. W 1954 roku został profesorem honoris causa Uniwersytetu w Berlinie. Od 1969 roku na emeryturze.
Żonaty z lekarką Felicją Johanną Adele z domu Thiele (ur. 18 marca 1890 w Hamburgu, zm. 6 czerwca 1971 w Bad Segeberg).